# 1792年6月20日示威遊行
1792年6月20日示威遊行（法語：Journée du 20 juin 1792）是法國大革命期間，巴黎人民所做出最後的和平努力，试图說服法蘭西國王路易十六放棄他目前的政策，並遵循他們認為具有同理心的執政方法。示威游行的目標是說服政府強制執行國民立法議會的裁決，保衛法國對抗外來的侵略，維護法蘭西1791年憲法的精神。示威者希望國王收回他先前對議會通過發案的否決，並召回被他罷黜的吉倫特派部長。
這場示威遊行沒有成功，也是法蘭西尝试建立君主立憲制的最後階段。在1792年8月10日暴動後，君主立憲制崩解了。

## 基本情況
在吉倫特派任期內，1792年4月20日，國王路易十六說服立法議會對剛繼位神聖羅馬帝國皇帝的波希米亞和匈牙利的國王弗朗茨二世宣戰。由此引起的戰爭，時斷時續，一直持續到1815年，撼動了歐洲社會千年來的根基，并將新生命注入法蘭西革命運動。君主制是它的第一個受害者。更大的後續影响是嚴重的經濟危機。這個危機嚴重打擊了法蘭西城鎮的經濟，並再次引起群眾流竄。這場危機所造成的是通貨膨脹，而不是過去的匱乏危機，到1792年10月時，流通貨幣增加了600萬。指券的持續貶值，匯率更是迅速下降。過去在法蘭西相當於英格蘭100磅的金錢，到了1793年3月，價值僅剩50磅。洪水般的紙幣，投機者的濫用，加劇了經濟動盪。

### 軍事挫折
1792年4月20日法蘭西宣戰後，從一開始法蘭西軍隊領導就不夠充分，軍隊全然陷入混亂狀態。前線軍團兵員總數不夠，因為大多數的人首選是志願部隊，而這會獲得更好的報酬，可以選出他們自己的軍官，並且在戰役結束後可以解散。儘管有這些吸引力，志願者部隊也組成得很緩慢。只有很少的志願者具備參戰的動力。通常，國民自衛軍不希望離開他們的家園，提供獎金說服別人取代自己的位置，並拼湊出必要的配額。因此，就要花費時間徵募足夠數量的入伍兵源。裝備由地方政府提供，不僅運輸緩慢，而且武器數量也不足。法蘭西將軍夏尔·弗朗索瓦·迪穆里埃認為軍隊可以在實戰中獲得訓練。他認為，敵軍投入戰役的數量沒有超過30,000人，而外國軍隊被安排在海上警戒線洛林上。他提議由此跨越這個障礙：每一個縱隊於4月29日從弗尔讷、里爾、瓦朗謝訥和日韦向敵人陣線出擊，共計超過50,000人。
但是，其他接受一般戰爭訓練的將軍，拒絕了這一計劃。此外，軍官們不信任他們這些沒有紀律的軍隊，而軍隊的兵員以同樣的懷疑回報他們的將領。總數9,000名軍官，至少有一半已經棄職外移，還更有一些在進攻的前夕潛逃。五月，有幾個軍官帶著三個團投奔敵方陣營。
4月29日，第一個看到奧地利軍隊的特奥巴尔德·狄龙和阿爾芒·路易·德·孔陶下令撤退。他們的部隊大聲叫喊叛國就潰散了；狄龍在里尔市外被自己的部隊謀殺了。 將軍們把這些挫折歸咎於部隊的缺乏紀律和長官的容忍。作為回應，吉倫特派連同曾倡導士兵擺脫他們將領的讓-保爾·馬拉下令對謀殺狄龍的兇手提起公訴。新法令加強了軍事司法，並授權將軍可以頒布法規以擔負對違規行為的處罰。該法令不可否認標誌著立法權的妥協，但別無他法。5月18日，軍隊的領導人，在瓦朗謝訥集會，不顧部長多次的命令，宣告進攻是不可能的，並建議國王立刻尋求和平。
這樣一來，將軍們暫停了攻擊。五月，整個軍團，皇家德意志騎兵團，叛變投敵。羅尚博伯爵，北部陸軍司令，辭職了。議會內閣成員拉法耶特侯爵蓄意了走上背叛的不歸路。背地裡，他向奧地利提議戰爭暫停，以便他能調轉他的軍隊去對抗巴黎的自衛軍以驅散雅各賓派，建立一個強固有實力的政權。

### 國民議會頒佈的法令
吉倫特派別無選擇，只能求助能給他們帶來權力但陷於威脅的政策。基於几個目標，議會通過了三項法令。
第一個法令是針對拒絕向公民憲法宣誓的教士。宗教騷亂需要一些果斷的行動打擊他們，因為如果繼續接納那些顯然試圖要解散國家的人作為社會的成員，國家將不可能留存。一個提案建議，將拒絕宣誓的教士集中在各省主管人員的住處，但是這將意味著將創造83個不和諧，狂熱和反革命的中心。議會的大多數人都覺得這國家必須掃除得更乾淨。經過幾天的討論，因擔心憲政被推翻，1792年5月27日議會通過了以下法令：“如有二十活躍的公民，就可以要求拒絕宣誓的教士離開這區域，如果理事會同意這個請願，各省的理事會必須命令他出境。如果理事會對二十位市民的請願不能達成一致，應當由委員會決定教士的存在是否威脅公眾的和平，如果該委員會的意見支持二十位的請願，應下令遞解出境“。該法令規定，神職人員必須在向憲法宣誓或被驅逐之間進行選擇。
第二項措施隨後又針對國王的保鏢。門衛曾透露反革命情緒，表明威脅對抗議會。衛兵被認為是同情保皇黨人；完全專用於國王的人；敵視政府的；並完全缺乏團隊精神。議會議員克洛德·巴西尔提議解散衛隊，指控軍官放蕩無節制並計劃帶走國王。他要求允許他第二天提出指控的證明。同時，議會議員夥伴弗朗索瓦·沙博宣稱，他有182份文件可證明存在一個，將於5月27日啟動解散議會的陰謀。對此，議會頒布法令，其會期會繼續；而巴黎自衛軍應增加一倍；巴黎市長，熱羅姆·佩蒂翁·德·維爾納夫，應該如要求的每日提出首都狀態的報告。至於王的保鏢，議會成員马格里特-埃利·加代闡述了解散衛隊的三個理由：首先，它是個非法組織；第二，它的領導人試圖鼓動反叛；第三，大多數成員支持反革命。1792年5月29日，議會頒佈法令解散衛隊及逮捕其司令，布里薩克公爵。該法令立即執行。
第三項法令6月14日在巴黎附近招集自衛軍提供給聯盟派。法蘭西將軍约瑟夫·马里·塞尔旺·德·热尔贝6月4日執行這個主張，據說沒有徵詢過任何他的同事或國王。他認為，爲建立全國和平，該動議權是必要的。該法令本身解釋，它的目的是為了增進法蘭西各省之間的自由、平等、博愛。然而，在大會討論中指出，該法令的目的是確保公共安全。當反法蘭西盟軍由外而來，而憲法的敵人正在從內部密謀。巴黎和議會需要保護。

### 吉倫特派部長的垮臺
國王路易不肯犧牲拒絕宣誓的牧師或授權成立聯盟派的軍營。在1792年6月12日，從信讓瑪麗·羅蘭，路易的內政部長，敦促國王在這兩點上讓步，並聲明，他的拒絕將引發君主制的崩潰及對貴族的大屠殺。第二天，國王解僱了羅蘭，以及艾蒂安·克拉維埃，他的財政部長和戰爭部長约瑟夫·马里·塞尔旺·德·热尔贝將軍。6月15日，夏尔·弗朗索瓦·迪穆里埃將軍感受到議會強大的敵意使他相信，他將被控告。由於國王堅持只批准解散他衛隊的法令，·迪穆里埃辭職，重新加入北方軍。在斐揚俱樂部組成新內閣重新掌權。
6月18日，拉法耶特侯爵，判斷關鍵時刻已經來到，呼籲議會摧毀民主運動，宣布“法蘭西憲法受到國內煽動團體以及國外敵人的威脅”。國王使用皇室否決權，他將吉倫特部長解職，並組成斐揚俱樂部內閣，所有的作為顯示他和將軍們企圖執行拉法耶特侯爵和亞歷山大·拉梅特的追隨者所倡導的政治規劃。他們正在尋求擺脫雅各賓威脅，修改憲法，以便鞏固王室的權威，並與敵人達成一個協議以結束戰爭。

## 6月20日示威遊行
無論從王室或斐揚俱樂部都面對政變威脅，吉倫特派試圖利用巴黎人民派別的活力是很顯然的。巴黎市長，佩蒂翁，同情他們的動機，因而嘗試幫助吉倫特派。
6月20日網球廳宣誓週年慶正要到來。佩蒂翁派出公共秩序維護員，約在8點到達了聖安托萬郊區。他們敦促人們放下武器，告訴他們帶著武器請願是非法的。人們拒絕放棄他們的武器，並說他們不打算攻擊議會或國王。他們說，他們有兩個目標：塑造二十合法遊行，遞交請願書給議會和國王，以軍事的時尚豎立五朔節花柱，慶祝網球場誓言的紀念日。
6月20日約在早上五點，群眾已經聚集在聖安托萬和聖馬塞爾郊區，成員有國民自衛軍的長槍兵，砲手，男性帶著軍刀或棍棒，婦女和兒童。其他武裝上訪者已集結在國民議會。為了對市府官員證明自己沒有暴亂的企圖，他們邀請官員參加遊行，並與他們一起行進。
立法議會集會到20日中午，但沒有首要的將注意力轉移到有威脅的動亂。進行討論一些其他業務後，主席宣布該省區的理事會希望被容許入場。理事會表現出了極大的關注曾試圖阻止遊行隊伍，並在早上四點鐘，就已經在開會。皮埃尔·路易·勒德雷尔，巴黎省區檢察官，帶來群眾對議會相關的聲明主張。然而，就在此時，群眾已經達到議會禮堂的大門。他們的領導人要求准許進入和遞交請願書。引發左派和右派的劇烈辯論，右派不願意接受武裝上訪，但左派，基於慣例的立場，希望接受他們。皮埃尔·维克蒂尼安·韦尼奥認為，議會允許武裝團伙入場一定違背每一個原則；不過，他承認，在這麼多人認同情況下提出的請求，是無法拒絕的。過半數的代表一致認為上訪者應被允許進入會場。然而，當大會決定接納他們時，人群已經擠滿了通道。代表們被介紹引見。
該代表團的發言人，敘爾皮斯·于格南，以他們自己威脅性的語言表達。他說，人們處於煩躁中；他們正準備利用記載在人權和公民權宣言中的手段，反抗壓迫；大會的成員持反對意見，如果有任何人，想摧毀自由就去貴族保皇黨人流亡聚集的科布倫茲。然後，回到請願書的真正主題，他補充說：“行政權力沒有與你們結合;我們沒有其他要求，但需要解僱愛國部長們的證明標準。那麼，就是這樣，一個自由的國家的幸福取決於國王的任性！但是否這位國王依據他的任何意志而不是依據法律呢？ 人民也會這樣做，而且人民群眾的生命和專制主義國王是一樣的價值。這生命是民族的系譜樹，軟弱的蘆葦必須在這個堅固的橡木前彎折！先生們，我們抱怨，我們軍隊的遲鈍懶散;我們要求你們了解這個原因;如果其因於行政權，讓這個權力被摧毀！“
他們在議會上遊行。由安托萬·約瑟夫·桑泰爾將軍率領，三萬人，揮舞著革命旗幟和標語，唱歌，因為他們穿過大廳，合唱著名的《一切都會好的》，並高呼“國家萬歲！”、“無套褲漢萬歲！”、“撤回否決！”。在請願者的領導下，這群人離開議會，前往國王的城堡。

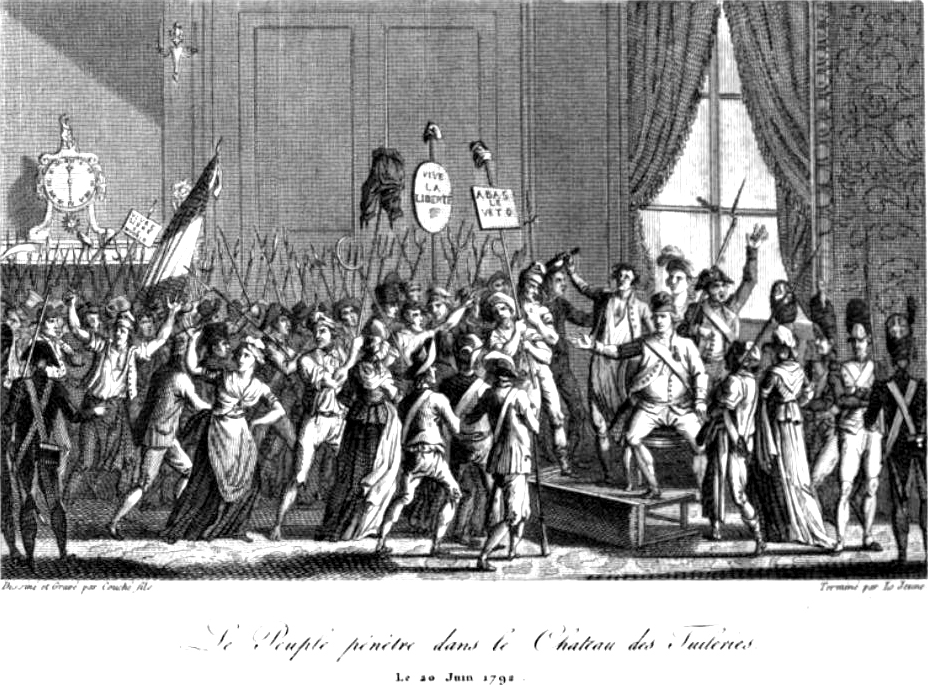
1792年6月20日示威遊行

在國王的命令下外門被打開，人群中衝了進來。他們進入了房間，當他們正用斧頭強力開門時，國王命令他們開門，只有少數人伴隨著，出現在人群面前。路易十六處於窗台的凹處。由國民警衛隊圍繞，在暴徒前形成屏障，並在放置於桌子上的椅子上坐下，路易依然平靜而堅定。群眾敦促路易批准，他已否決的法令。路易回應說：“這既不是方法，也不是我現在能做到的。”試圖安撫暴徒，他把贈送給他的一頂紅帽子戴在他頭上。群眾將此視為謙卑的標誌。然後，他喝了一杯，半醉工人給他的酒，並獲得熱烈的掌聲。
同時，議會成員皮埃尔·维克蒂尼安·韦尼奥和馬克西曼·伊斯納爾，與吉倫特派的一些代表一起，已經進前，以保護國王和試圖平息暴徒。議會，剛剛集會過，被這次突破嚇壞了，又迅速召開會議，並連續的派出幾個代表試圖保護路易十六。最終，市長本人，佩蒂翁，到達；他爬上椅子，對公眾慷慨激昂的演說，並敦促他們悄悄地退出。人群服從。因此，這群奇異的叛亂分子，其唯一目的是促使法令通過和留任部長，沒能實現他們的目的而撤退了。

## 後續
6月20日，示威者的要求并没有被满足。立法機關當天的請願活動左派，未來的吉倫特派，以及雅各賓派，都不承認和他們有關。路易十六沒有作出承諾，也沒有收回他的否決。請願者認為他們已經將路易十六轉換到革命陣營；相反，他們為他建立更重的痛苦，羞辱和無可挽回的敵意。
歐洲看到了國王受到侮辱和囚犯般的待遇。在法國部分地區，保皇黨的人氣恢復。許多省的管理部門抗議對皇室威儀的侮辱。6月28日，拉法耶特侯爵，留下他的軍隊，拜訪議會，以他的士兵名義，要求議會採取行動對抗示威者，並“消滅能夠侵犯國家主權的派別”。但在7月2日傳來消息，北方軍在撤退，而且里爾和瓦朗謝訥都淪陷了。這讓6月20日的所有請願者感到焦慮和不信任，證明似乎是有道理的。
7月3日，皮埃尔·维克蒂尼安·韦尼奥在議會譴責路易十六所有叛國行為。他回顧了皇家否決權，它已經在各省造成了干擾，而且將軍們故意的不作為爲入侵者打開了通路。此外，他向國民立法議會提出指控——儘管是通過暗示而不是直接——“如果國王將他自己作為軍隊的首領並調轉他的軍隊對抗國家，或者如果他沒有明確表明他反對任何這樣的冒險組織以他的名義進行，他應被視為已放棄他的皇家職務”。於是，他將罷免國王的想法放入群眾中心裡。他的講話，經國民立法議會在法蘭西各省流傳，產生巨大的影響。
1972年6月20日示威後一定會有更猛烈的續集，這是現在可以確定的。雅各賓派的雅克-尼古拉·俾约-瓦伦為下次起義勾勒的程序：流亡國王，解除將軍們職務，選出組成國民公會，將王室否決權移轉給人民，驅逐所有的人民公共敵人，並免除向窮人徵稅。這個程序，幾乎全部實現，由馬克西米連·羅伯斯庇爾制定了一份措辭強烈的宣言，並由聯邦演說家在議會大廳前宣告。
1792年8月10日中攻陷杜樂麗宮。

## 來源
- Aulard, François-Alphonse.  Vol. I. New York: Charles Scribner's Sons. 1910.
- Hampson, Norman. . Routledge: University of Toronto Press. 1988. ISBN 0-710-06525-6.
- Lefebvre, Georges.  vol. I. New York: Columbia University Press. 1962. ISBN 0-231-08599-0.
- Madelin, Louis. . London: William Heinemann Ltd. 1926.
- Mathiez, Albert. . New York: Alfred a Knopf. 1929.
- Mignet, François. . Project Gutenberg EBook. 2011.
- Pfeiffer, L. B. . Lincoln: New Era Printing Company. 1913.
- Rude, George. . Oxford: Oxford University Press. 1972.
- Soboul, Albert. . New York: Random House. 1974. ISBN 0-394-47392-2.
- Taine, Hippolyte. . Project Gutenberg EBook. 2011.
- Thompson, J. M. . Oxford: Basil Blackwell. 1959.
- Vovelle, Michel. . Cambridge: Cambridge University Press. 1984. ISBN 0-521-28916-5.